# Мајк Глумак
Мајк Глумак (енгл. Mike Glumac; Најагара Фолс, 5. април 1980) је бивши канадски хокејаш. Играо је на позицији десног крила.

## Историја
Пре почетка професионалне каријере играо је на Универзитету Мајами у периоду од 1998 до 2002. Глумак није био на драфту, али је потписао уговор са НХЛ клубом Сент Луис блузом 29. јуна 2004. Пошто је провео три сезоне у две филијале Сент Луиса, Вустер ајскетсима и Пиорија риверменима, добио је шансу да дебитује 3. јануара 2006. против Калгари флејмса. На том мечу је имао први поен-асистенцију.
Потписао уговор са Монтреал канадијансима 16. јула 2008, али је одмах послат у тим америчке хокејашке лиге, у Хамилтон булдогсе. Дана 2. октобра 2010. потписао је једногодишњи уговор са немачким клубом Адлер Манхајмом.
После једне сезоне проведене у Манхајму у којој је постигао 17 голова и имао 8 асистенција Глумак је поново потписао једногодишњи уговор 11. маја 2011.
Последњи клуб за који је играо је био хрватски Медвешчак који се тада такмичио у Континенталној хокејашкој лиги.